# 威靈頓 (索美塞特郡)
威灵顿（Wellington）是位于英格兰索美塞特郡的一个集镇。威灵顿是农业地区内的一个工业镇。现在威灵顿有人口14,549人。第一代威灵顿公爵阿瑟·韦尔斯利得名自该地。